# Relevailles
 (novembre 2015).

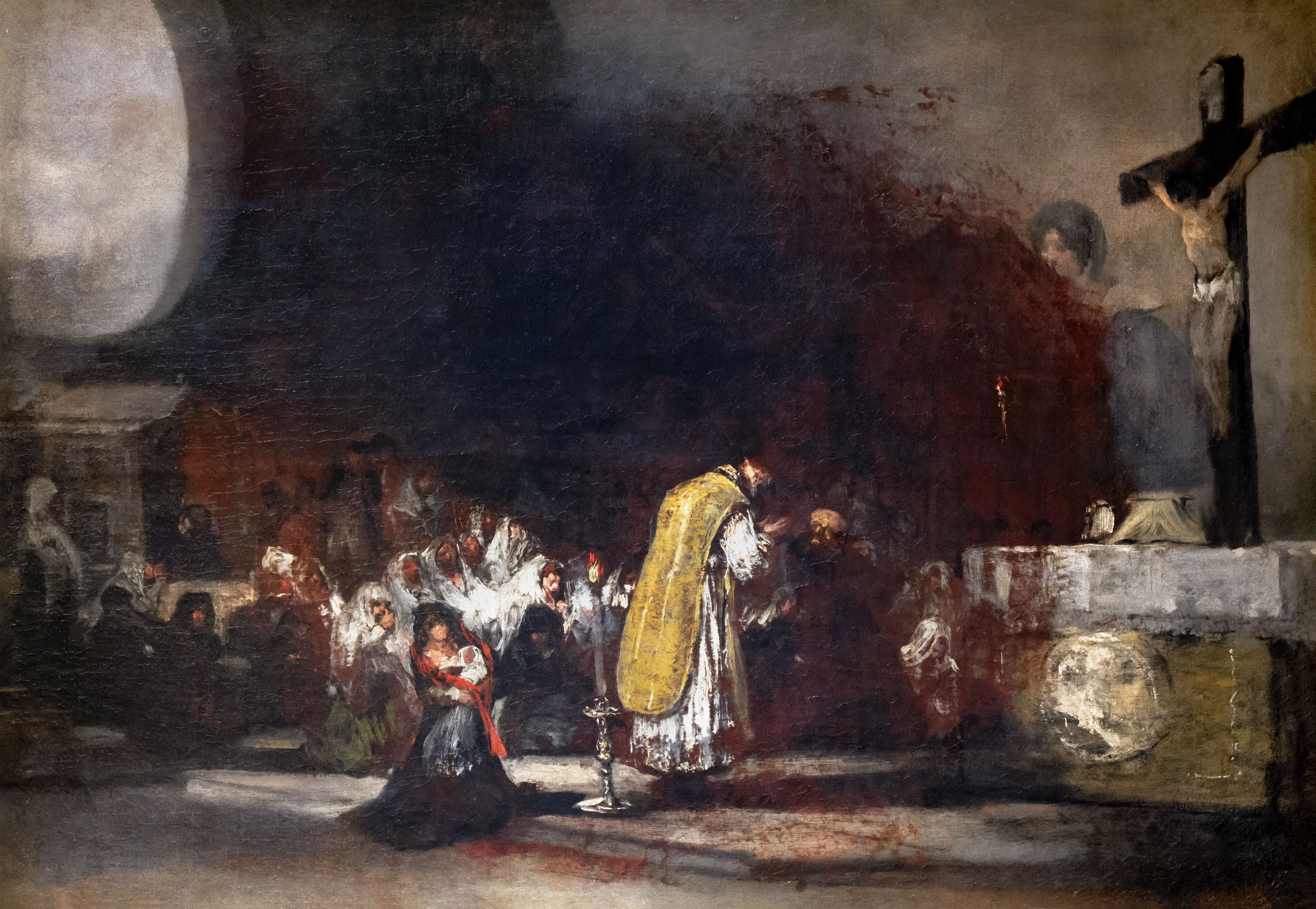
La Messe des relevailles, par Francisco de Goya (vers 1808-1812).

Les relevailles, ou amessement, sont une cérémonie de l'Église catholique qui avait pour but de réintégrer une jeune mère ayant accouché, n’ayant pu se rendre à l’église pendant sa période de quarantaine, dans le cercle des fidèles et auprès de Dieu. Ce rituel présentait plusieurs variantes en fonction des régions d’Europe, notamment en France où il était particulièrement répandu. Le mot « relevailles » en lui-même provient du fait que la femme se « relève » après une période de repos pour rendre grâce à Dieu.
Aujourd’hui, il ne subsiste de cette pratique qu’une simple bénédiction de la mère donnée si cette dernière n’a pu participer au baptême du nouveau-né.

## Historique

### Les origines
La première mention du rituel des relevailles provient de l'Antiquité hébraïque et plus précisément du Lévitique, troisième des cinq livres que compte la Torah. Il y est dit qu’à partir de la naissance de son enfant, la mère doit s’éloigner des lieux de culte et ne peut assister aux cérémonies religieuses à cause de son impureté. Cette impureté ne présente pas de lien avec un quelconque péché, il s’agit d’une « impureté légale » qui n’était pas considérée comme une souillure. On considérait que la mère était simplement en convalescence durant la période suivant son accouchement.

### Au Moyen Âge
C’est véritablement aux VIIe et VIIIe siècles que se met en place la cérémonie des relevailles.
Au Moyen Âge, le rituel consistait en une messe célébrée à l’intention de la mère. Celle-ci était aspergée d’eau bénite pour être purifiée. Il y avait la coexistence de différentes modalités pour le déroulement de l'office, probablement du fait qu’aucune prescription de l’Église ne rend obligatoire les relevailles. L’un de ces rites, en vigueur à Limoges, voulait que la femme assiste à la messe seule avec un cierge à la main. Elle devait ensuite déposer un baiser sur l’étole du prêtre avant d’être aspergée d’eau bénite pour pouvoir rejoindre les autres fidèles. Un autre, appliqué à Châlons, prescrivait que le prêtre, après avoir officié une messe en l’honneur de la jeune mère, dise « Adjutorium, sit nomen Domini, Oremus ». Il bénissait ensuite le pain et le donnait à manger à la future relevée. Il terminait en lui présentant « la paix » à baiser et l’aspergeait d’eau bénite.
Durant la période de l’accouchement à la cérémonie des relevailles, soit quarante jours, la mère se voyait interdite de s’adonner à ses activités habituelles.
Alors que la quarantaine était facilement respectable par les plus riches, elle ne l’était pas pour les plus pauvres, notamment dans les milieux ruraux où il y avait grand besoin de main-d'œuvre. Cela réduisait parfois cette période à une durée de trois jours[réf. nécessaire].
Pourtant, dès 600, Grégoire le Grand désirait permettre une plus grande souplesse au délai de quarante jours, en laissant les jeunes mères se rendre à l’église après l’accouchement si elles le voulaient. Ce n’est qu’en 1140, soit plus de cinq cents ans plus tard, que l'assouplissement fit autorité avec la parution de la première compilation raisonnée du droit canon. Par la suite, en 1234, le pape Innocent II décréta que les jeunes mères pouvaient s’abstenir pendant un certain temps d’aller à l’église si elles le souhaitaient. Si elles faisaient ce choix, elles étaient alors réintroduites par un simple acte de grâce.
Cette cérémonie était l’occasion de réjouissance chez les plus humbles comme dans l’aristocratie. De grandes fêtes ont notamment été célébrées dans le cadre des relevailles de la reine d’Angleterre Philippa de Hainaut en 1338. De même en 1377, on organisa des fêtes en l’honneur de la duchesse d’Anjou, Marie de Blois , pour ses relevailles à Toulouse.

### Le rituel romain de 1614
Entre 1614 et le concile Vatican II , la cérémonie des relevailles était un rituel plus tourné vers la bénédiction de la femme revenant à l’Église que sur sa purification après l’accouchement. Le prêtre se contentait de poser son étole sur la main de la femme et, par ce geste, il lui permettait de revenir participer aux cérémonies religieuses. La femme, qui à cette époque n’avait souvent pas l’occasion d’accompagner son enfant lors du baptême, était à nouveau liée à ce dernier grâce au rituel. 

### Les conséquences de la réforme liturgique de Vatican II
Lors du concile de Vatican II, qui débuta en 1962 à la demande du pape Jean XXIII et qui prit fin sous le pontificat de Paul VI, une série de réformes liturgiques furent décrétées pour simplifier les rites au sein de l’Église catholique, les rendant ainsi plus accessibles et compréhensibles aux fidèles. Il fallait que ceux-ci soient plus courts, qu’il n’y ait plus de répétitions et qu’on ne doive plus fournir une trop longue série d’explications à leur sujet, tout en conservant leur substance. Cependant, le concile ne donna pas lui-même les détails des changements devant s’opérer dans les rites. Il laissa au travail postconciliaire et aux conférences épiscopales le soin de les simplifier.
Après le concile, il fut décidé de supprimer le rituel des relevailles. Il ne subsistera plus de cette cérémonie qu’une modeste bénédiction de la mère, et pour la toute première fois du père, après le baptême de l’enfant. 

### Les apports duDe Benedictionibus
En 1984, un nouveau livre, le De Benedictionibus , propose une série de modifications dans la liturgie catholique. Cet ouvrage apporte une dimension plus moderne des cérémonies, en particulier de celles qui concernent les bénédictions familiales. Une liturgie de la Parole, des actions de grâces, le chant du Magnificat, et la bénédiction de la mère avec son enfant font entre autres partie de son contenu. Pour les relevailles, ou plutôt ce qu’il en reste depuis le concile de 1962, cet ouvrage propose de grandes réformes, notamment celle d’abolir la cérémonie d’introduction de la mère dans l’église. Aucune indication ne sera donnée à propos du lieu du rite et celui-ci ne sera dorénavant célébré que si la mère n’a pu être présente au baptême du nouveau-né.